# Бахт
Бахт — город (с 1980 года) районного подчинения в Сырдарьинской области Узбекистана, железнодорожная станция.

## История
Основан 1899 как  поселок при разъезде 121 линии Ташкент - Черняево (Урсатьевская) Среднеазиатской железной дороги  Российской Империи.
В 1916 разъезд преобразован в железнодорожную станцию Велико-Алексеевская  в честь наследника русского престола великого князя Алексея Николаевича Романова .
Русские переселенцы  и образование русских поселков имело прогрессивное значение для орошаемого земледелия   на землях Голодной Степи, орошаемых системой Романовского канала (открытого в 1913) .
В июне и июле 1923 Голодностепская геоботаническая экспедиция ботаников Попова М.Г. и Введенского А.И. прошла по маршруту включающему Велико-Алексеевскую .
Велико - Алексеевская опытно - оросительная станция использовалась для изучения  дренажа и десалинизации в Голодной степи .
Одно из мест назначений репрессированных при Сталинских депортациях 1928-1953 . В сентябре 1941 - феврале 1942  была одним из мест назначения в Южно-Казахстанской области для депортированных советских немцев  4500 человек  . В 1949 одно из мест депортации советских греков . Спецпереселенцев из советской Молдавии 1000 человек . 10 мая 1952  на станцию Велико-Алексеевская КазахССР прибыли первые эшелоны с последними ссыльными из БССР .
С 1947 года — поселок городского типа Велико-Алексеевский.
В 1963  станция и поселок Велико-Алексеевский переименованы в узб. Бахт  по-русски означает счастье , с 1980 город с тем же названием.

## Экономика

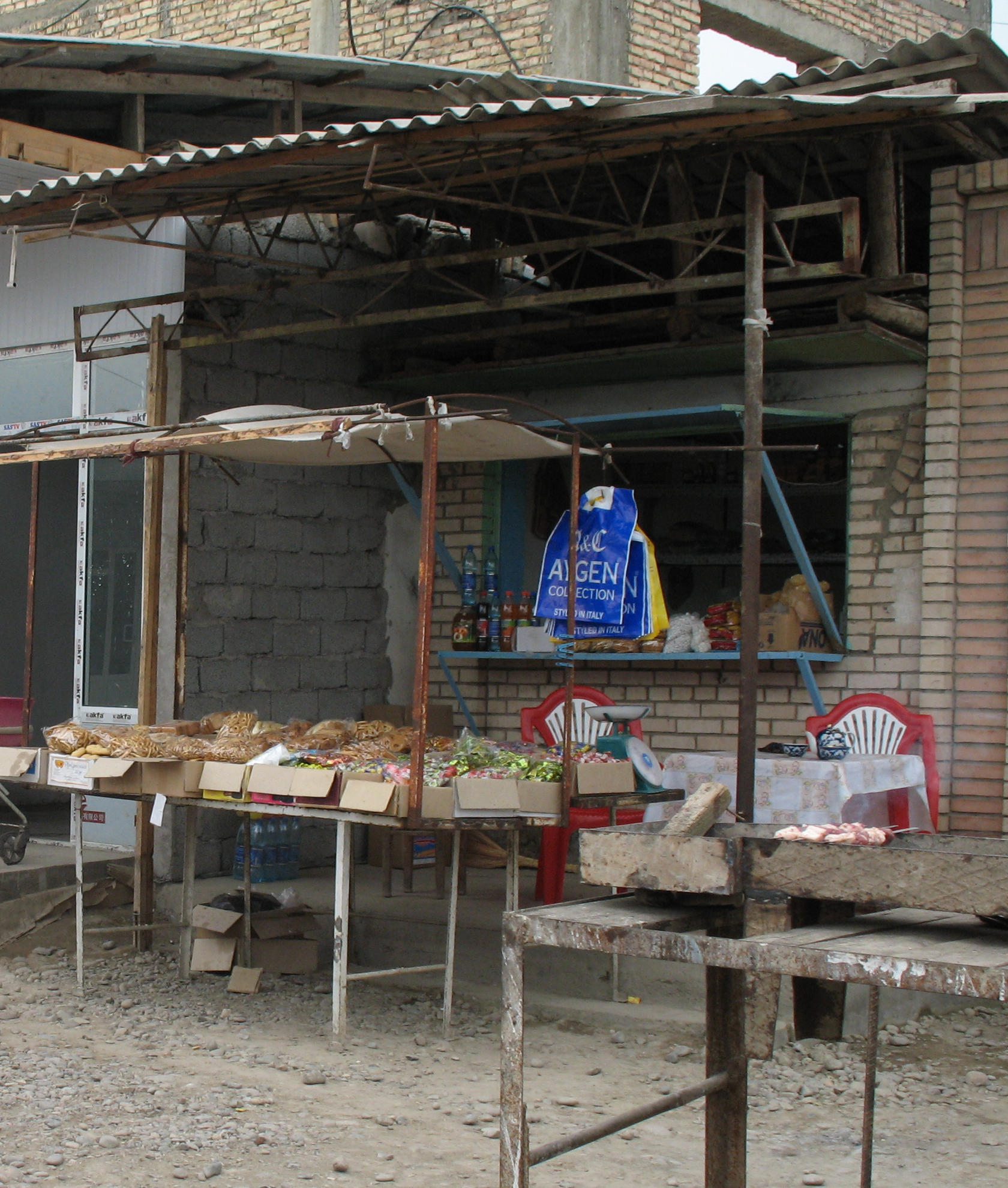
Базар

- Хлопкоочистительный завод (открыт в 1914) [20][21][22][23]
- Предприятия швейной и пищевой промышленности

## В литературе
Упоминается как одно из мест по принятию репрессированных  и эвакуированных .

## Уроженцы
- Норматова Феруза - актриса